# Bundesstraße 64
De Bundesstraße 64 (ook wel B64) is een bundesstraße in de Duitse deelstaten Noordrijn-Westfalen en Nedersaksen.
De B64 begint bij Telgte en loopt langs de steden Warendorf, Rheda-Wiedenbrück, Rietberg, Delbrück, Paderborn, Brakel, Höxter, Bad Gandersheim naar Seesen. De B64 is ongeveer 202 kilometer lang.